# عبد الرحمن آل الشيخ
عبد الرحمن بن عبد العزيز بن عبد الله بن حسن آل الشيخ (1948م - 2023م) وزير سعودي، تولى منصب وزير الزراعة والمياه السعودية، ومنصب رئيس مجلس إدارة الهيئة السعودية للمياه، وذلك من (1395 هـ ــــ 1415 هــ / 1975 م ـــ 1995 م) ولد في الطائف عام 1361هــ (الموافق 1942م).
متزوج من الأميرة جواهر آل الشيخ اكبر أبناءها خالد 

## حياته العلمية
- أكمل تعليمه الابتدائي والمتوسط في مكة المكرمة والثانوي في الرياض.
- حاصل على بكالوريوس في الاقتصاد الزراعي من جامعة تكساس التقنية بالولايات المتحدة الأمريكية عام 1965 م.
- حاصل على ماجستير في الاقتصاد الزراعي من جامعة ولاية بنسلفانيا بالولايات المتحدة الأمريكية عام 1967 م.
- حاصل على شهادة الدكتوراه في الاقتصاد الزراعي من جامعة إدنبرة من بريطانيا عام 1970 م.
- دراسات وأبحاث في التنمية الزراعية research) post doctoral) من جامعة هلسنكي بفنلندا عام 1971 م.

## مهام تولاها في فترات سابقة
- عضو هيئة التدريس بكلية الزراعة جامعة الملك سعود.
- عميد كلية الزراعة جامعة الملك سعود.
- أمين عام المجلس الأعلى للجامعات.
- وكيل جامعة الملك فيصل بالمنطقة الشرقية.
- وزير الصحة بالنيابة إضافة إلي عمله كوزير للزراعة والمياه.
- رئيس مجلس إدارة جمعية الهلال الأحمر السعودي.
- رئيس مجلس إدارة المؤسسة العامة لتحليه المياه المالحة.
- رئيس مجلس إدارة المؤسسة العامة لصوامع الغلال ومطاحن الدقيق.
- رئيس مجلس إدارة الشركة الوطنية للتنمية الزراعية (نادك).
- عضو مجلس إدارة البنك الزراعي العربي السعودي ثم العضو المنتدب.
- عضو الرابطة الدولية للاقتصاديين الزراعيين.

## الأبحاث والنشر
كتب من تأليفه:
| 1 | النمو الاقتصادي مفهومه ومقياسه بالإنجليزية | Economic Development, its Conceptual Meaning and Measure | نشر بواسطة وزارة الزراعة – مجلة البحوث - جامعة الرياض – جامعة الملك سعود حالياً، الرياض، السعودية - الجزء 1 -1973 | | |
| 2 | الاستوزارة الزراعةعمال الموحد لعوامل الإنتاج- التكامل الافقى | Joint Use Of Factors Production , Horizontal Integration | نشر بواسطة وزارة الزراعة – مجلة البحوث - جامعة الرياض - جامعة الملك سعود حالياً، الرياض، السعودية - الجزء 2 -1974 | | |
| 3 | بحث تحت الدراسة والتحضير حول تقييم مسيرة التنمية الزراعية في المملكة العربية السعودية علي مدي عشرين عاماً (1395هـ ــ 1415هـ / 1975م ــ 1995م) وهي المدة التي قضاها وزيراً للزراعة والمياه ورئيساً لمجلس إدارة المؤسسة العامة لتحليه المياه المالحة والتي أصبحت المملكة العربية السعودية أكبر منتج في العالم للمياه المحلاّه من البحر. | بحث تحت الدراسة والتحضير حول تقييم مسيرة التنمية الزراعية في المملكة العربية السعودية علي مدي عشرين عاماً (1395هـ ــ 1415هـ / 1975م ــ 1995م) وهي المدة التي قضاها وزيراً للزراعة والمياه ورئيساً لمجلس إدارة المؤسسة العامة لتحليه المياه المالحة والتي أصبحت المملكة العربية السعودية أكبر منتج في العالم للمياه المحلاّه من البحر. | بحث تحت الدراسة والتحضير حول تقييم مسيرة التنمية الزراعية في المملكة العربية السعودية علي مدي عشرين عاماً (1395هـ ــ 1415هـ / 1975م ــ 1995م) وهي المدة التي قضاها وزيراً للزراعة والمياه ورئيساً لمجلس إدارة المؤسسة العامة لتحليه المياه المالحة والتي أصبحت المملكة العربية السعودية أكبر منتج في العالم للمياه المحلاّه من البحر. | بحث تحت الدراسة والتحضير حول تقييم مسيرة التنمية الزراعية في المملكة العربية السعودية علي مدي عشرين عاماً (1395هـ ــ 1415هـ / 1975م ــ 1995م) وهي المدة التي قضاها وزيراً للزراعة والمياه ورئيساً لمجلس إدارة المؤسسة العامة لتحليه المياه المالحة والتي أصبحت المملكة العربية السعودية أكبر منتج في العالم للمياه المحلاّه من البحر. | بحث تحت الدراسة والتحضير حول تقييم مسيرة التنمية الزراعية في المملكة العربية السعودية علي مدي عشرين عاماً (1395هـ ــ 1415هـ / 1975م ــ 1995م) وهي المدة التي قضاها وزيراً للزراعة والمياه ورئيساً لمجلس إدارة المؤسسة العامة لتحليه المياه المالحة والتي أصبحت المملكة العربية السعودية أكبر منتج في العالم للمياه المحلاّه من البحر. |

## الشهادات التقديرية والجوائز

خادم الحرمين الشريفين الملك فهد بن عبد العزيز وهو يتسلم الشهادة المقدمة للمملكة العربية السعودية من المنظمة العالمية للزراعة والأغذية (FAO) التابعة للأمم المتحدة.

- خادم الحرمين الشريفين الملك فهد بن عبد العزيز وهو يتسلم الشهادة المقدمة للمملكة العربية السعودية من المنظمة العالمية للزراعة والأغذية (FAO) التابعة للأمم المتحدة.
- الشهادة التقديرة من المنظمة العالمية للأغذية و الزراعة التابعة للأمم المتحدة عام 1984 م علي ماتحقق من إنجازات في التنمية الزراعية والوصول بالمملكة إلي مرحلة الاكتفاء الذاتي في إنتاج القمح والألبان والثروة الحيوانية.
- رجل عام 1988م (Man Of The Year 1988) مقدمة من Agri-Energy Roundtable – جنيف، سويسرا.
- الشهادة التقديرية من اتحاد المهندسين الزراعيين العرب لتحقيق وزارة الزراعة والمياه في المملكة العربية السعودية أفضل إنجاز للتنمية الزراعية علي مستوي الدول العربية 1993م ومنحه هذا التقدير رائداً للزراعة العربية.
- الحصول علي جائزة Crawford Reid Memorial عام 1993م – من منظمة الري الأمريكية وذلك لتبني ونشر وسائل الري الحديثة في المملكة العربية السعودية.
- تم إدراج اسمه في معجم التراجم الأمريكية بناء على ما تم من إنجازات في مجال الزراعة في المملكة العربية السعودية.
- الشهادة التقديرية في مجال تحليه المياه المالحة من اليابان عام 1985 م.

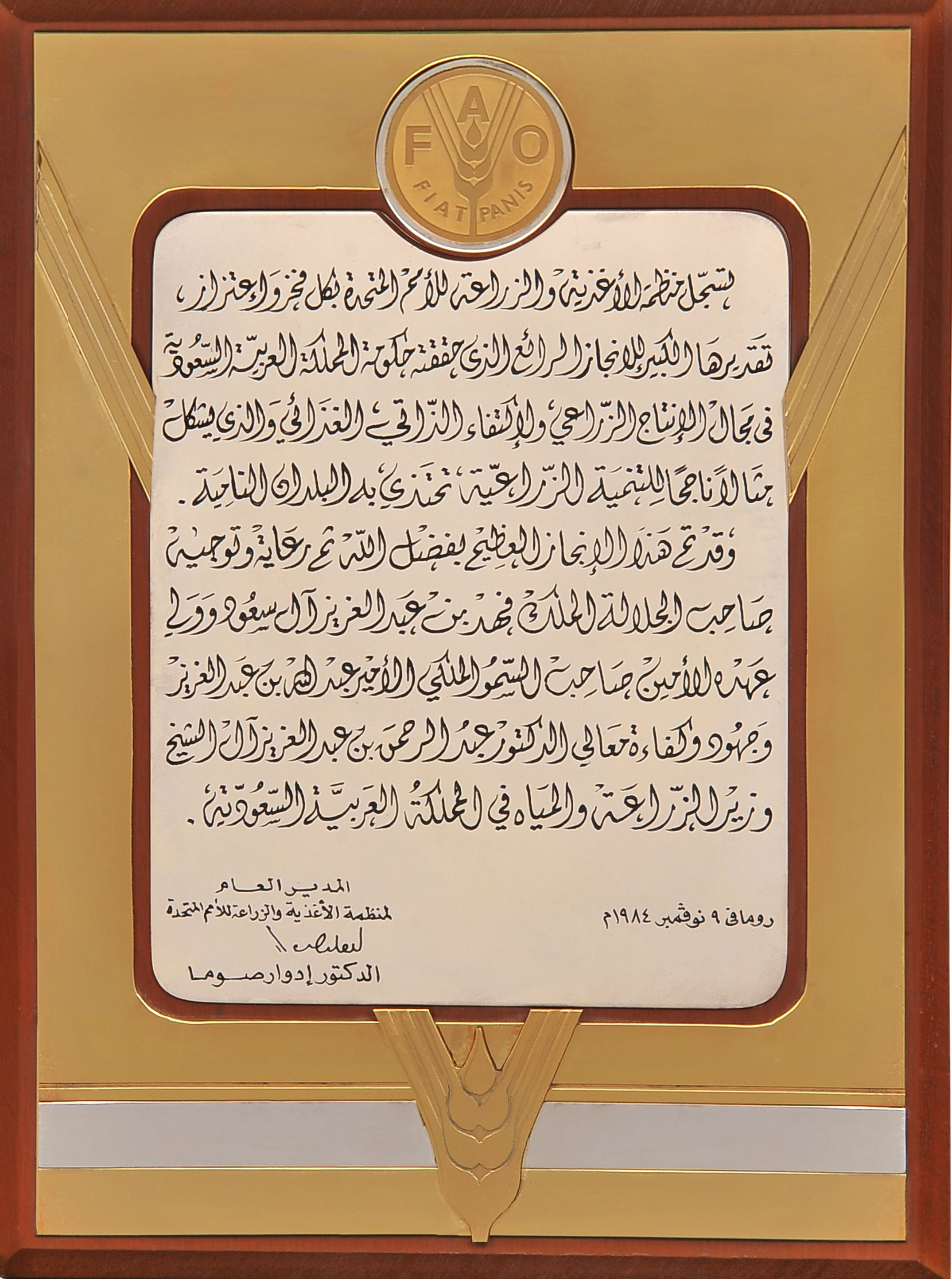
شهادة تقدير من المنظمة العالمية للأغذية و الزراعة التابعة للأمم المتحدة عام 1984 م لما حققته المملكة العربية السعودية في مجال الإنتاج الزراعي و الاكتفاء الذاتي الغذائي و الذي يشكل مثالاً ناجحاً للتنمية الزراعية تحتذي به البلدان النامية.
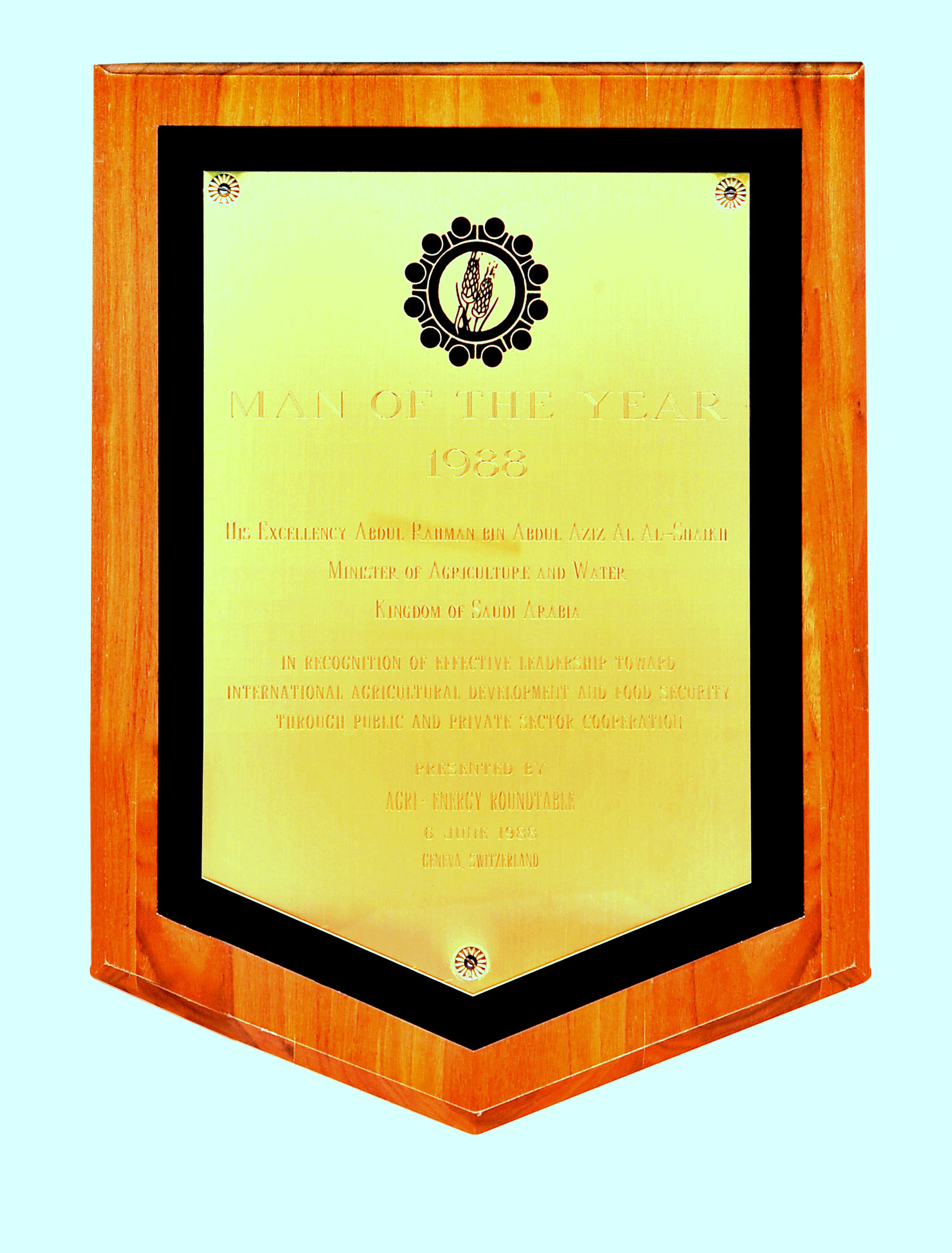
رجل عام 1988 م مقدمة من Agri-Energy Roundtable – جنيف، سويسرا.
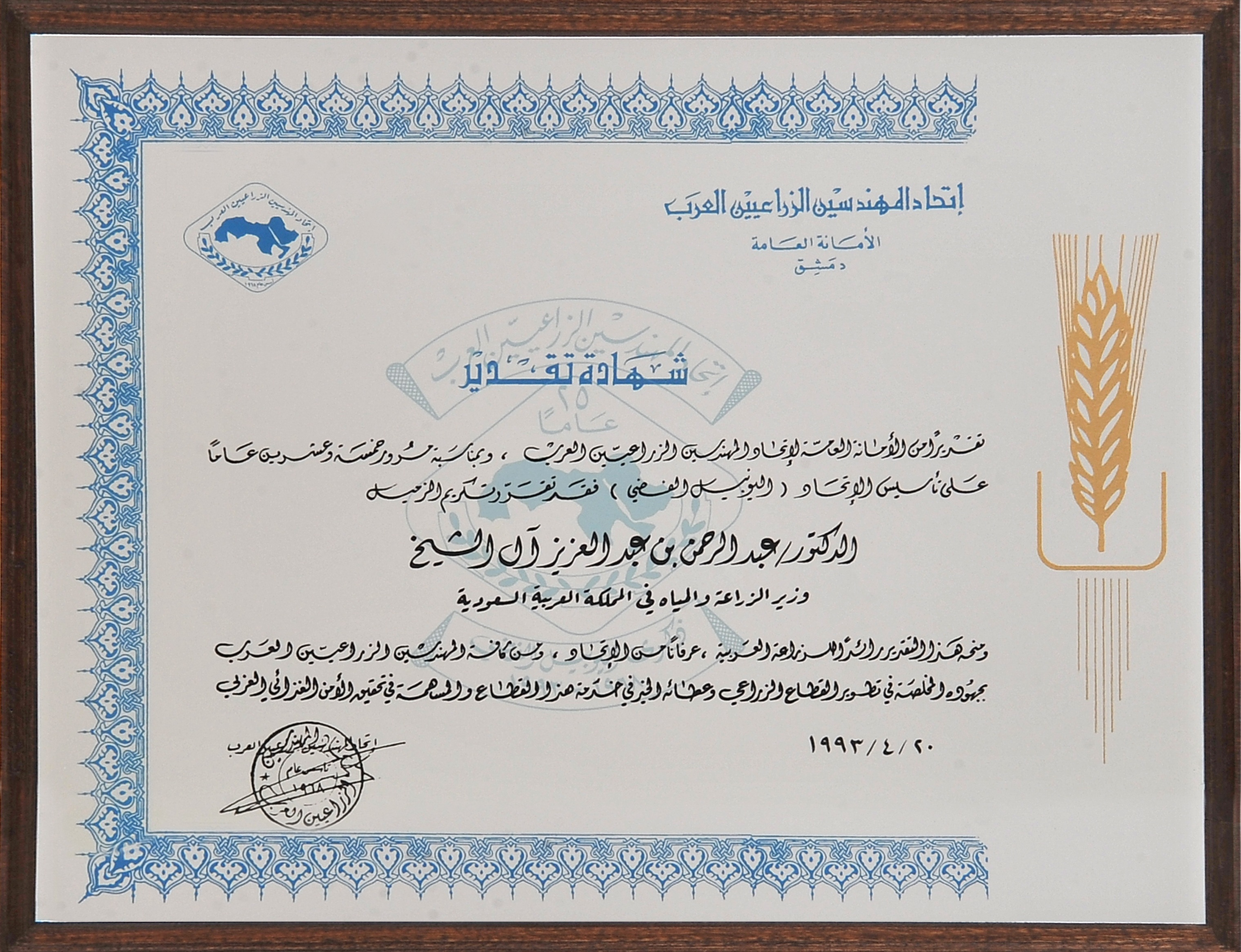
شهادة تقدير من اتحاد المهندسين الزراعيين العرب لتحقيق وزارة الزراعة و المياه في المملكة العربية السعودية أفضل إنجاز للتنمية الزراعية على مستوى الدول العربية 1993م ومنح وزيرها هذا التقدير رائداً للزراعة العربية.
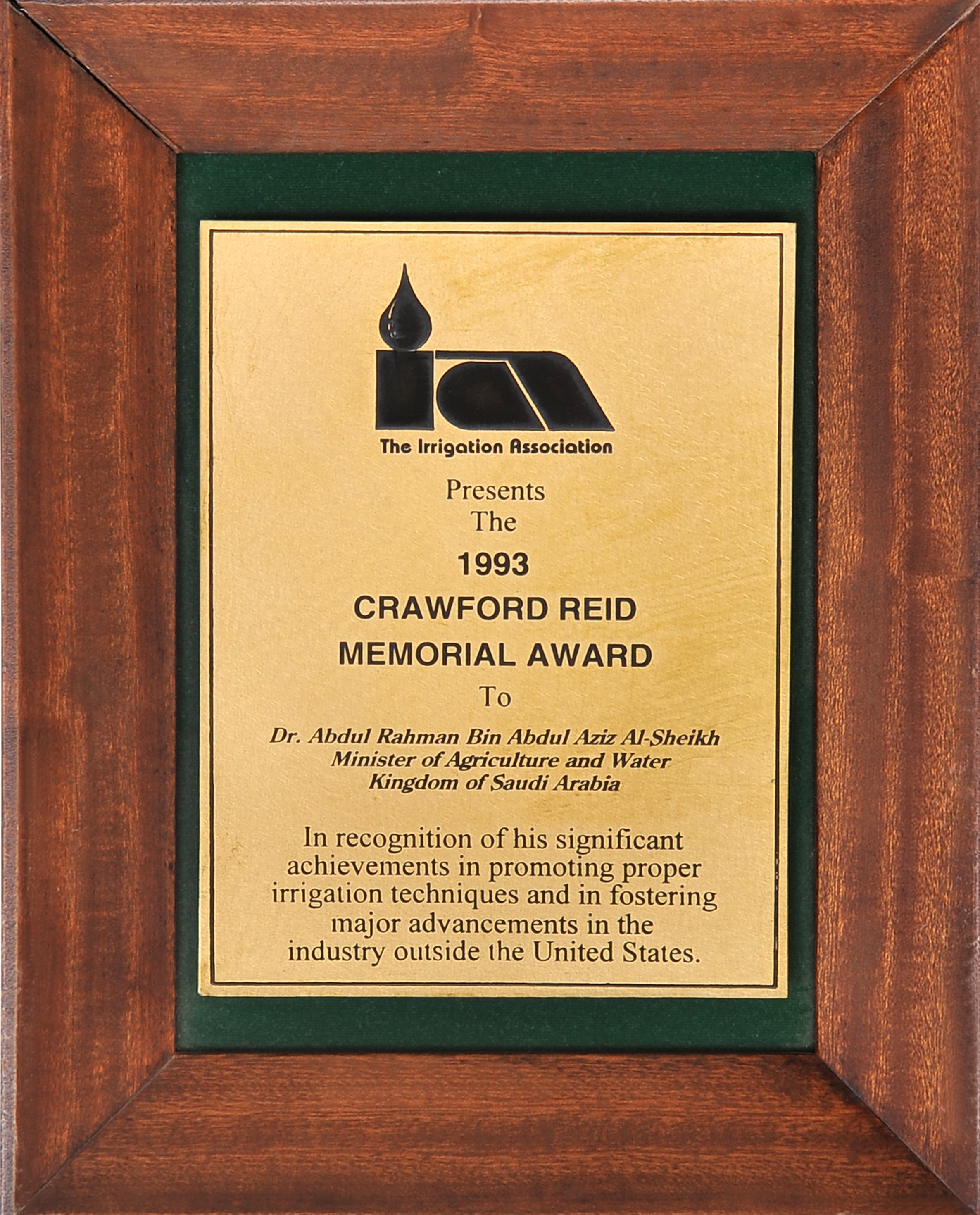
جائزة Crawford Reid Memorial عام 1993م – من منظمة الري الأمريكية (Irrigation Association) لتبنى و نشر أفضل و سائل الري الحديثة في المملكة العربية السعودية.

## أهم الإنجازات
- تبني أفضل أسلوب لإعادة توزيع الدخل على أعداد كبيرة من المواطنين الذين دخلوا ضمن منظومة الإنتاج الزراعي والحيواني وذلك عن طريق السياسات الزراعية الناجحة التي تبنتها وزارة الزراعة والمياه مما جعل القطاع الزراعي يحتل المرتبة الثانية بعد قطاع البترول (1975م - 1995م).
- دخول أعداد كبيرة من المواطنين السعوديين في القطاع الزراعي ليكونوا مُلاكاً للأراضي الزراعية بعد إحيائها في إطار نظام توزيع الأراضي البور وبهذا الأسلوب دخل المزارعون في وسط دائرة الاقتصاد وليس في أطرافها.
- تنفيذ أكبر مشروع للمياه المعالجة في المملكة والذي يعتبر الأكبر في المنطقة العربية لدعم الري الزراعي.
- وصول المملكة العربية السعودية لأكبر منتج في العالم للمياه المحلاة من البحر.
- وصول المملكة العربية السعودية إلى المرتبة الأولى في العالم لإنتاج التمور بعد أن كانت في المرتبة الثالثة.
- إنشاء الشركة الوطنية للتنمية الزراعية (نادك).
- إنشاء الشركة السعودية للثروة السمكية.
- إنشاء الشركة الوطنية للمنتجات الغذائية.
- قيام شركات زراعية كبرى مثل شركة تبوك وحائل والقصيم والجوف وجازان وغيرها في مناطق المملكة العربية السعودية.
- قيام أكبر شركة لإنتاج لحوم الأغنام – «الوطنية» بالإضافة إلى شركات أخرى لنفس الغرض.
- قيام وتوسع شركات عديدة لإنتاج الدواجن يأتي في مقدمتها «فقيه للدواجن» و «الوطنية للدواجن» وغيرها.
- قيام شركات كبري لإنتاج الألبان ومشتقاتها يأتي في مقدمتها «شركة المراعي» وشركة «الصافي» التي دخلت موسوعة الأرقام القياسية العالمية في حجمها وضخامتها وشركة نادك وغيرها من الشركات الأخرى لإنتاج الألبان ومشتقاتها موزعة في أنحاء المملكة العربية السعودية.

## الوفاة
توفي في الرياض يوم الأحد 28 مايو 2023م / 8 ذو القعدة 1444هـ.